# Aralia

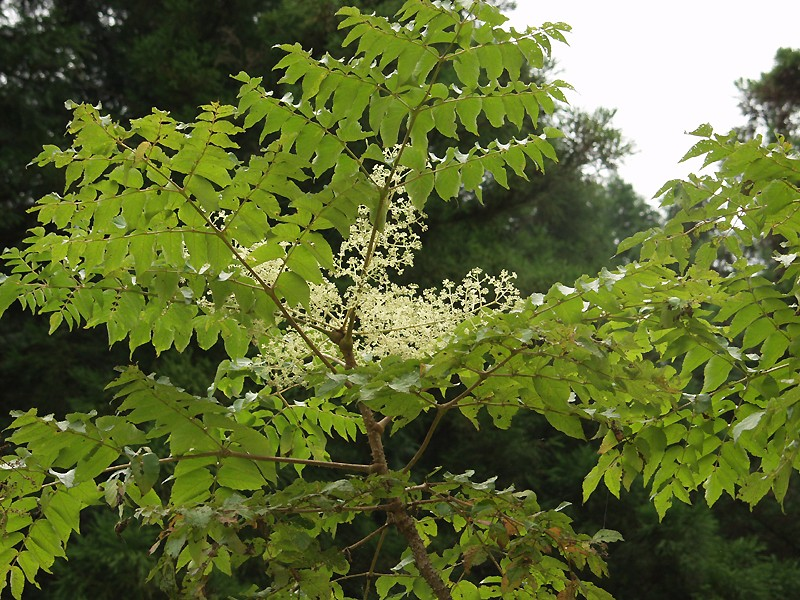
Aralia elata.

Aralia L. é um género botânico pertencente à família Araliaceae.

## Sinonímia
- Acanthophora Merr.
- Coemansia Marchal
- Coudenbergia Marchal
- Cwangayana Rauschert
- Dimorphanthus Miq.
- Neoacanthophora Bennet
- Parapentapanax Hutch.
- Pentapanax Seem.

## Espécies
- Aralia apioides Hand.-Mazz.
- Aralia armata (Wall. ex G.Don) Seem.
- Aralia atropurpurea Franch.
- Aralia bahiana J.Wen
- Aralia bicrenata Wooton & Standl.
- Aralia bipinnata Blanco
- Aralia cachemirica Decne.
- Aralia caesia Hand.-Mazz.
- Aralia californica S.Watson
- Aralia castanopsiscola (Hayata) J.Wen
- Aralia chinensis L.
- Aralia continentalis Kitag.
- Aralia cordata Thunb.
- Aralia dasyphylla Miq.
- Aralia dasyphylloides (Hand.-Mazz.) J.Wen
- Aralia decaisneana Hance
- Aralia delavayi J.Wen
- Aralia devendrae Pusalkar
- Aralia echinocaulis Hand.-Mazz.
- Aralia elata (Miq.) Seem.
- Aralia elegans C.N.Ho
- Aralia excelsa (Griseb.) J.Wen
- Aralia fargesii Franch.
- Aralia ferox Miq.
- Aralia finlaysoniana (Wall. ex G.Don) Seem.
- Aralia foliolosa Seem. ex C.B.Clarke
- Aralia frodiniana J.Wen
- Aralia gigantea J.Wen
- Aralia gintungensis C.Y.Wu ex K.M.Feng
- Aralia glabra Matsum.
- Aralia glabrifoliolata (C.B.Shang) J.Wen
- Aralia henryi Harms
- Aralia hiepiana J.Wen & Lowry
- Aralia hispida Vent.
- Aralia houheensis W.X.Wang, W.Y.Guo & Y.S.Fu
- Aralia humilis Cav.
- Aralia hypoglauca (C.J.Qi & T.R.Cao) J.Wen & Y.F.Deng
- Aralia kansuensis G.Hoo
- Aralia kingdon-wardii J.Wen, Lowry & Esser
- Aralia laevis J.Wen
- Aralia leschenaultii (DC.) J.Wen
- Aralia lihengiana J.Wen, L.L.Deng & X.C.Shi
- Aralia malabarica Bedd.
- Aralia melanocarpa (H.Lév.) Lauener
- Aralia merrillii C.B.Shang
- Aralia mexicana (C.B.Shang & X.P.Li) Frodin
- Aralia montana Blume
- Aralia nudicaulis L.
- Aralia officinalis Z.Z.Wang
- Aralia parasitica (D.Don) J.Wen
- Aralia plumosa H.L.Li
- Aralia racemosa L.
- Aralia regeliana Marchal
- Aralia rex (Ekman) J.Wen
- Aralia scaberula G.Hoo
- Aralia scopulorum Brandegee
- Aralia searelliana Dunn
- Aralia shangiana J.Wen
- Aralia spinifolia Merr.
- Aralia spinosa L.
- Aralia stellata (King) J.Wen
- Aralia stipulata Franch.
- Aralia subcordata (Wall. ex G.Don) J.Wen
- Aralia thomsonii Seem. ex C.B.Clarke
- Aralia tibetana G.Hoo
- Aralia tomentella Franch.
- Aralia undulata Hand.-Mazz.
- Aralia urticifolia Blume ex Miq.
- Aralia verticillata (Dunn) J.Wen
- Aralia vietnamensis Ha
- Aralia warmingiana (Marchal) J.Wen
- Aralia wilsonii Harms
- Aralia yunnanensis Franch.

## Classificação do gênero
| Sistema | Classificação                       | Referência               |
| ------- | ----------------------------------- | ------------------------ |
| Linné   | Classe Pentandria, ordem Pentagynia | Species plantarum (1753) |